# Podocerus hystricoides
Podocerus hystricoides is een vlokreeftensoort uit de familie van de Podoceridae. De wetenschappelijke naam van de soort is voor het eerst geldig gepubliceerd in 1926 door Monod.